# Andreas Karch (Physiker)
Andreas Karch (* 28. September 1972 in Bamberg) ist ein deutscher Physiker. Nach einer Dissertation zum Thema "Field Theory Dynamics from Branes in String Theory" an der Humboldt-Universität zu Berlin nahm er eine Tätigkeit als Postdoc am Massachusetts Institute of Technology auf. Derzeit ist er Professor für Physik an der University of Washington. Er untersucht Themen der Stringtheorie und Quantenchromodynamik. Bekannt wurde insbesondere sein gemeinsam mit Lisa Randall veröffentlichtes KR-Modell. Es bietet eine mögliche Erklärung dafür, weshalb wir in einer Welt mit drei Raumdimensionen leben, obwohl die Stringtheorie von zehn Raumdimensionen ausgeht.

## Veröffentlichungen
- Field Theory Dynamics from Branes in String Theory, Dissertation, Humboldt-Universität zu Berlin, Mathematisch-Naturwissenschaftliche Fakultät I, publiziert 1998
- Andreas Karch, Lisa Randall: Relaxing to Three Dimensions. In: Phys. Rev. Lett. Band 95, 2005, S. 161601, doi:10.1103/PhysRevLett.95.161601, arxiv:hep-th/0506053 (englisch).
- Liste seiner Veröffentlichungen in der INSPIRE High-Energy Physics Literature Database